# Дофін Кінгз
«Дофін Кінґз» (англ. Dauphin Kings) — канадський хокейний клуб, заснований у Манітобі в українському містечку Дофін. Команда виступає в «Юніорській Хокейній Лізі Манітоби» (MJHL), й сім разів ставали її переможцями. Домашньою ареною клубу є «Credit Union Place», яка була побудована у 2006 році, а до того часу виступала на арені «Dauphin Memorial Community Centre» (DMCC), яка була побудована після Другої світової війни.

## Історія королів Дофіна
Історія головної хокейної команди містечка Дофін починається від 30-х років ХХ-го століття і триває досі. Починалося все з аматорського рівня і виставковими іграми в сусідніх містечках на півночі провінції Манітоба, а після 2-ї світової війни вже участь аматорів у нетривалих турнірах провінції Манітоба. З середини століття це уже цілком боєздатна напівпрофесійна команда, що виступає в другому по значимості турнірі провінції Манітоба. З роками, цей старожил ліги перемагав у ній та в загальноканадських турнірах і є головною споривною командою містечка. За ці часи команда здобула чимало прихильників, створили дитячу школу та розвинули свою інфраструктуру.

### Початки
На зорі становлення хокею в Канаді, 20-ті —30-ті роки ХХ-го століття, бум на цю забавку докотився й до північних околиць МАнітоби. Звичайно, це були лише епізодичні виступи місцевих поціновувачів каучукового кружальця. Місцеві аматори шайби збиралися на замерзших водних плесах та озерцях і, до півроку, ганяли на ковзанах. Сред них бували й здібні юнаки, які, подавшись на заробітки до столиці, Вінніпегу, там проявили свої спортивні таланти. Одним з найвідоміших гравців того часу був канадійський українець Стів Гавриш (один з перших отримав картку гравця ще в 1931 році), який, погравши в командах Вінніпегу, повернувся до рідного міста і почав організовувати місцевих гаківників у боєздатний хокейний колектив.
Відтак, уже по війні й на початку 50-х років місцева команда гаківників почала збирати чимраз більше прихильників та глядачів на своїх іграх. Згодом прийшли й перші успіхи колективу: вони почали перемагати в місцевих турнірах, а потім і в аматорських турнірах Манітоби.

### Королі Дофін
Щодо назви Королі Дофіну, підтверджених відомостей не знайдено, але перші впоминання про таку команду відносяться до 50-х років, коли місцеві вихованці почали потрапляти до більш відомих команд Канади, або ж повертатися до свої рідних пенатів. А повернувшись додому, вони потрапляли до рук Стіва Гавриша, який почав тоді формувати місцеву команду, спершу граючи в ній, а потім і тренуючи.

### Засновники гокейної ліги Манітоби (юніорів)
Реорганізація канадських хокейних ліг (градація на професійні, аматорські, юніорські, дичячо-юначі, комерційно-профспілкові), в 1967-69 роках, застала Королів Дофіна на піку їх розвитку, команда нещодавно вигравала кілька місцевих турнірів і була фаворитом в своїх лігах.

## Спортивні здобутки
Клуб «Королі Дофина» титулована команда свого краю:
- володар «Turnbull Memorial Trophy» у 1969, 1970, 1972, 1977, 1983, 1993, і 2010 років;
- переможці у «Anavet Cup» 2010 року. До 2006 року команда грала на арені «Dauphin Memorial Community Centre» (DMCC), яка була побудована після Другої світової війни.

## Назви команди
«Королі Дофін» одна із сталих канадійських команд, яка за весь перод існування не міняла радикально назви та не перпродувала власної хокейної франшизи. За увесь, майже столітній, період хокеїстів з містечка Дофін називали:
- 1930—1949  — «Dauphin Kings»
- 1949—1956  — «Dauphin Kings Hockey Club»[4]
- 1956—1958  — «Dauphin Bantam B Kings»
- 1958—1964  — «Dauphin Midget Kings»
- 1964—1967  — «Dauphin Jr. B Red Wings»
- 1967—2014  — «Dauphin Kings»

## Відомі гокеїсти (вихованці клубу)
Знане своєю чисельною українською громадою, містечко Дофін, через свої спортивні команди вивели у світ чималу групу спортовців-канадійців українського походження. Відтак серед знаних гаківників міста левову частку займають українці:
- Батч Ґорінґ
- Дарсі Гордійчук (1997—1998)
- Блейн Стафтон (1968—1969)
- Дейв Гречкосій (1969—1970)
- Чак Арнасон
- Роберт Кабел
- Пітер Слободян
- Леслі Козак